# Raketenabteilung

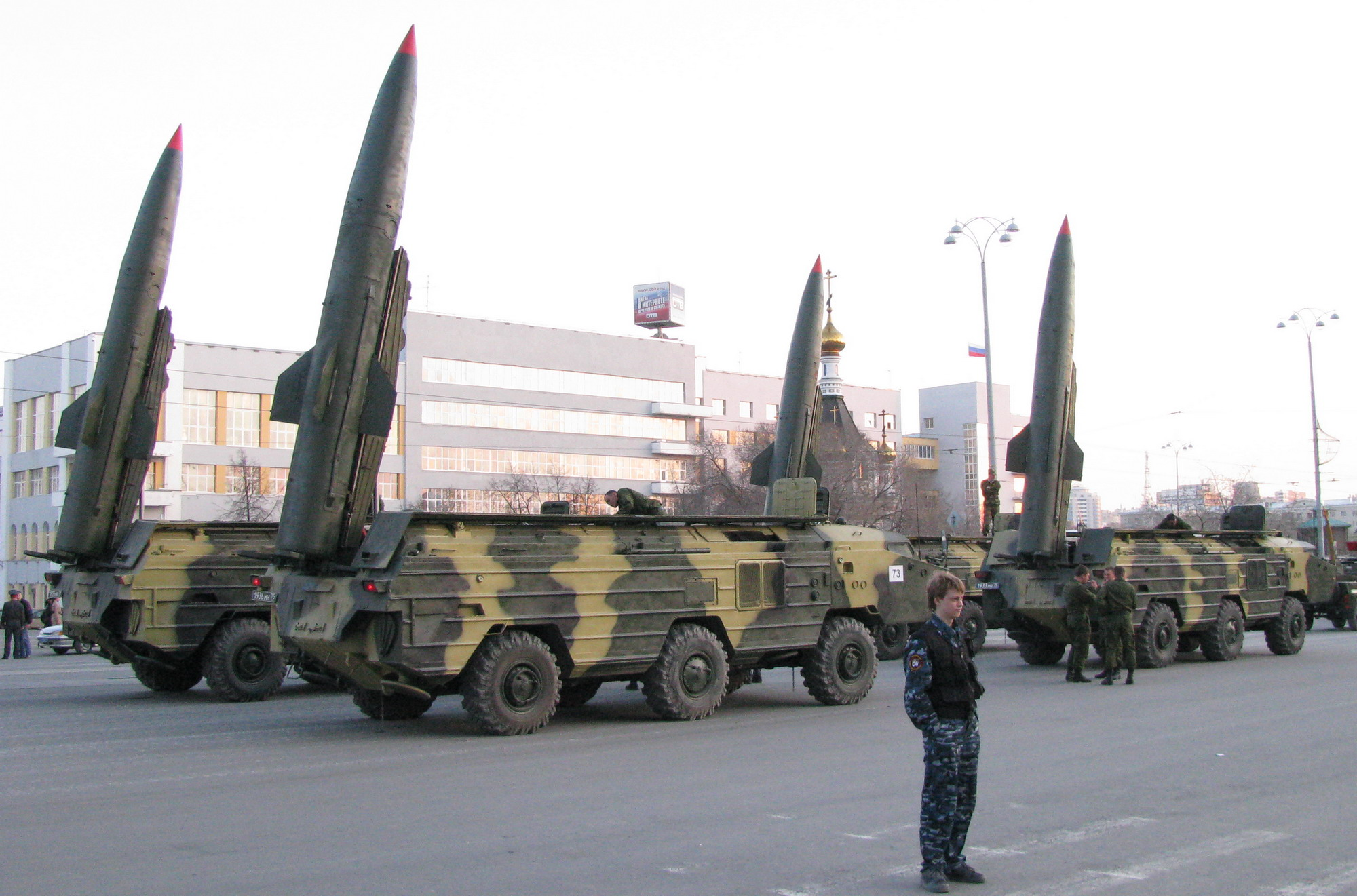
Startfahrzeuge 9P129 mit Raketen 9M79 einer Raketenabteilung der russischen Streitkräfte

Die Raketenabteilung war in der Sowjetarmee und in nach deren Vorbild strukturierten Streitkräften eine Einheit der Raketentruppen und Artillerie, die mit taktischen Raketen ausgerüstet ist.
Die sowjetischen Einsatzgrundsätze unterscheiden bei Boden-Boden-Raketen strategische, operative und taktische Raketen. Raketensysteme strategischer Bedeutung werden in den Strategischen Raketentruppen zusammengefasst. Truppenteile, die mit Operativ-taktische Raketenkomplexen mit Reichweiten von mehreren hundert Kilometern ausgerüstet sind, werden den Armeen bzw. Armeekorps (im Frieden Militärbezirke) zugeordnet. Taktische Raketenkomplexe werden den motorisierten Schützen- und Panzerdivisionen zugeordnet. Sie dienen der Bekämpfung von Zielen im Verantwortungsbereich der Division und haben eine Reichweite von bis zu 120 km und werden mit einem variablen Neigungswinkel gestartet (während operative Raketen meist senkrecht gestartet werden). Sie besitzen ein Feststoffraketentriebwerk. Im westlichen Sprachgebrauch wird für derartige Waffensysteme der Begriff Gefechtsfeld-Kurzstreckenrakete oder Battlefield Short Range Ballistic Missile (BSRBM) benutzt.

## Geschichte
In der Sowjetarmee wurde am 20. März 1958 mit dem Waffensystem 2K1 Mars der erste taktische Raketenkomplex in die Bewaffnung aufgenommen. Den 25 hergestellten Startfahrzeugen dieses Waffensystems folgte ab 1960 der taktische Raketenkomplex 2K Luna in wesentlich größerer Stückzahl. Der Einsatz, aber auch die technische und logistische Sicherstellung dieser Waffensysteme erforderte neue Organisationsstrukturen. Daher wurden in der Sowjetarmee ab 1961 Raketenabteilungen aufgestellt, die den Kommandeuren der Panzer- und motorisierten Schützendivisionen direkt unterstellt wurden. Damit verfügten diese erstmals über die Möglichkeit, taktische Kernwaffen einzusetzen.
Ab 1964 wurde das Waffensystem 2K Luna durch den taktischen Raketenkomplex 9K52 Luna-M ersetzt. Die Umrüstung wurde bis 1982 abgeschlossen. Im Gegensatz zum Vorgänger wurde die Gefechtseigenschaften, insbesondere die Reichweite, des Waffensystems erhöht. Die maximale Reichweite betrug 65 km, die minimale (geringste Neigung beim Start) 17 km. Durch die Einführung einer Führungsstelle wurde der Prozess der Berechnung der Richtwerte weitgehend automatisiert und verkürzt. Die grundsätzliche Gliederung der Raketenabteilungen änderte sich nicht.
Bereits ab 1973 begann die Produktion des taktischen Raketenkomplexes 9K79 Totschka, jedoch wurde das Waffensystem erst 1975 offiziell in die Bewaffnung der Sowjetarmee übernommen. Im Waffensystem wurde erstmals ein Lenkflugkörper eingesetzt, was die Treffergenauigkeit wesentlich erhöhte. Während die Reichweite zunächst gleich blieb, stand mit der ab 1989 eingeführten Version 9K79-1 Totschka-U ein Waffensystem mit einer Reichweite von 120 km zur Verfügung. Die grundsätzliche Gliederung der Raketenabteilungen blieben jedoch auch in diesem Falle zunächst unverändert.

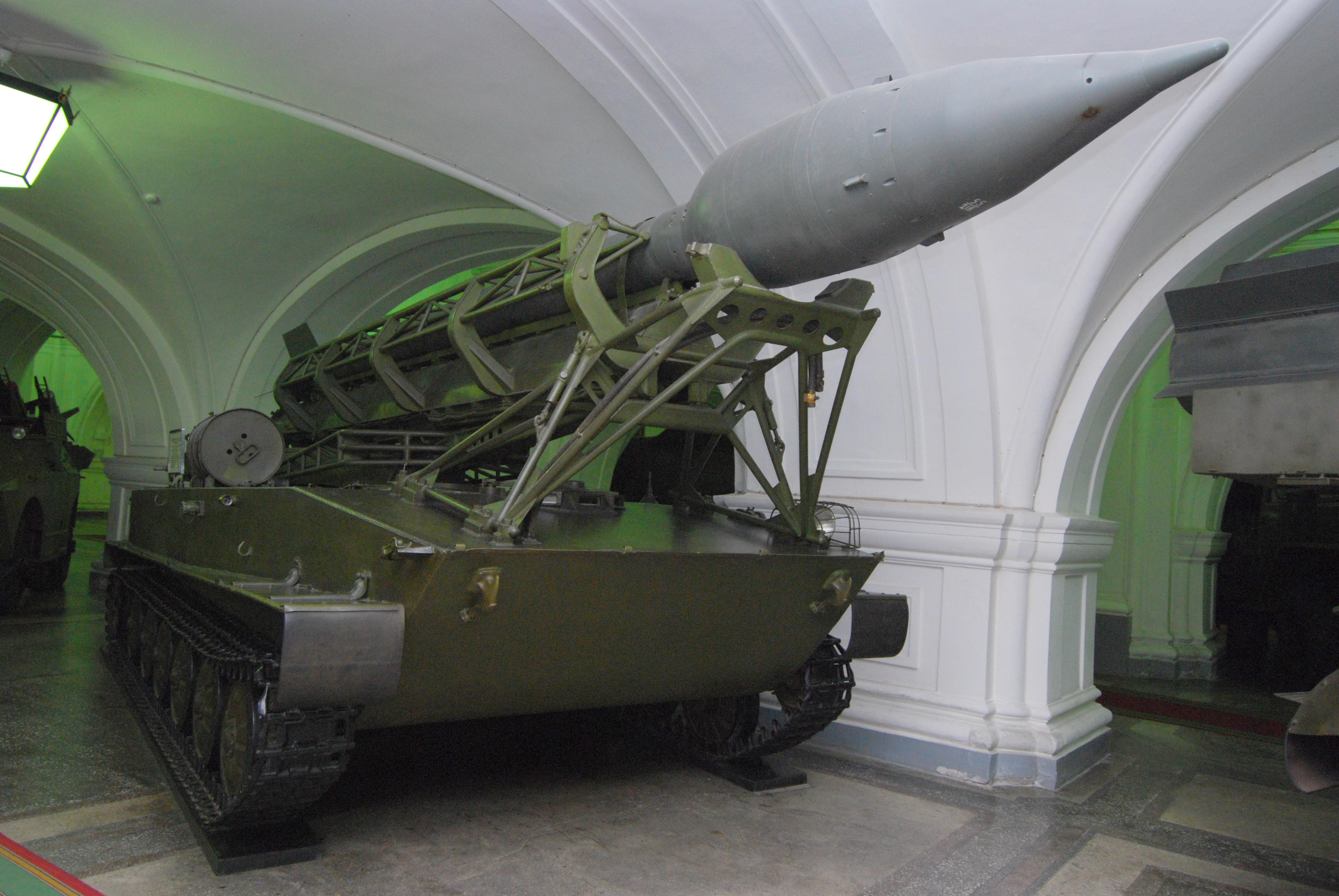
Startfahrzeug 2P2 des Raketenkomplexes 2K1 Mars
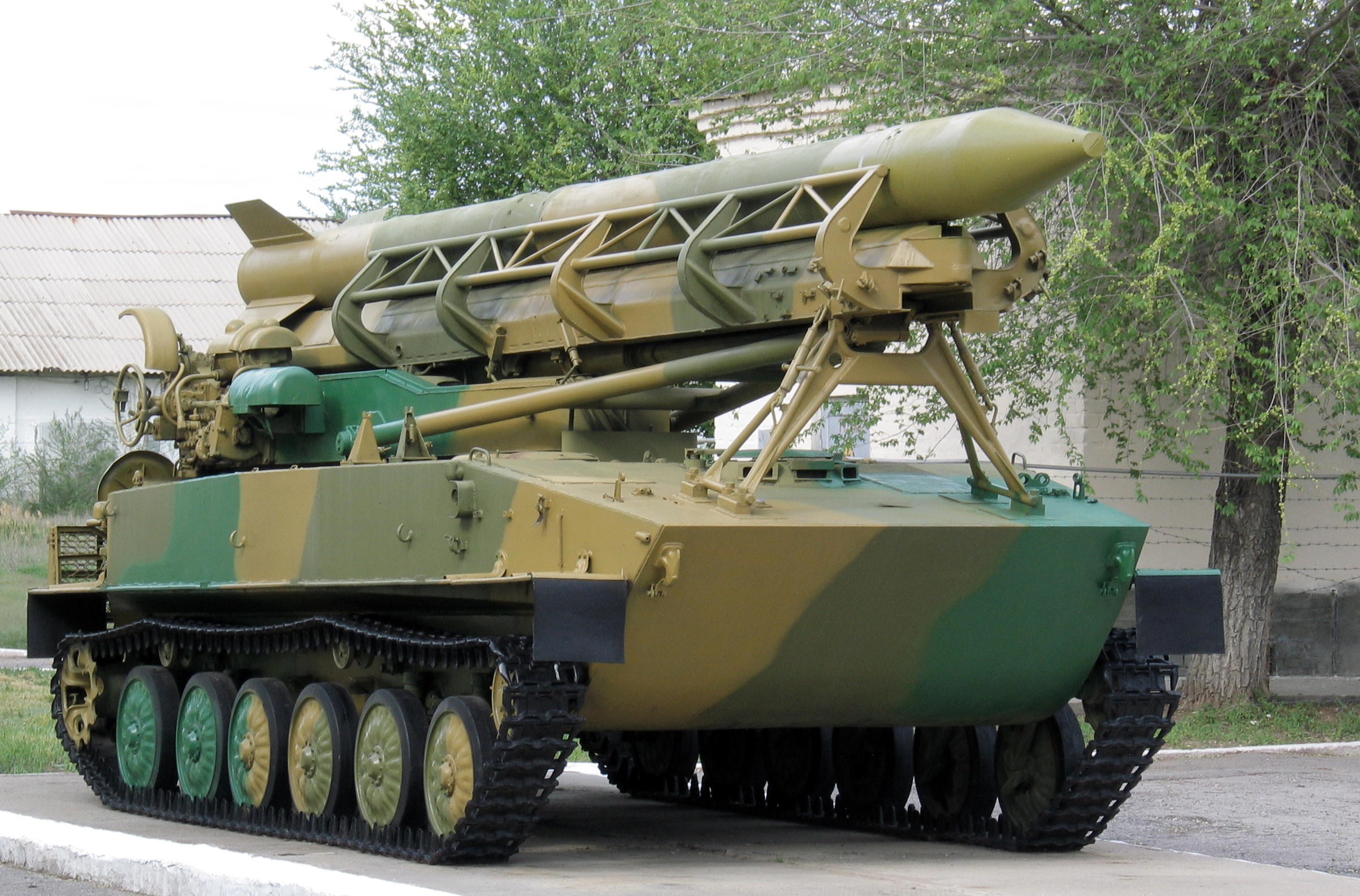
Startfahrzeug 2P16 des Raketenkomplexes 2K6 Luna
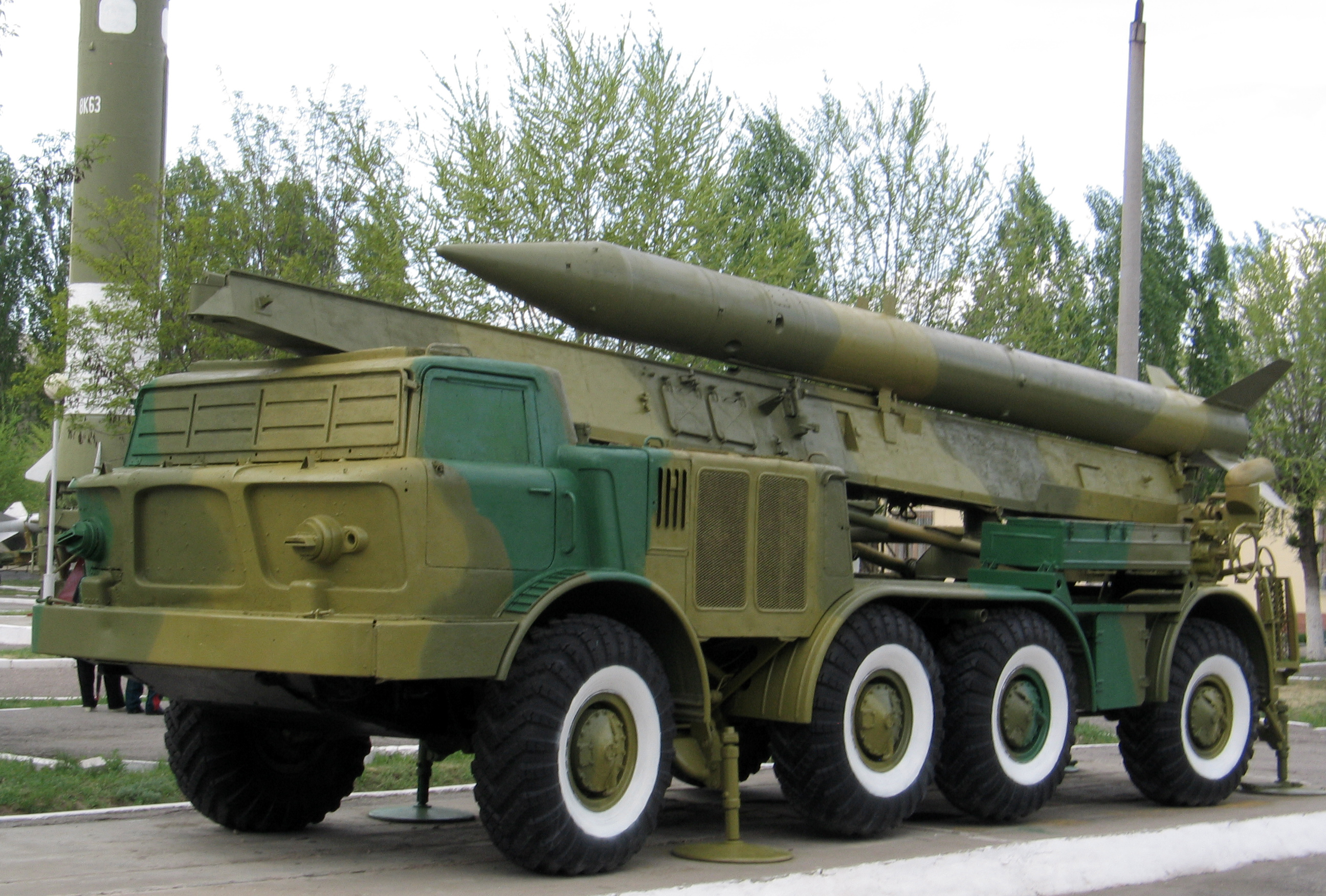
Startfahrzeug 9P113 des Raketenkomplexes 2K52 Luna-M
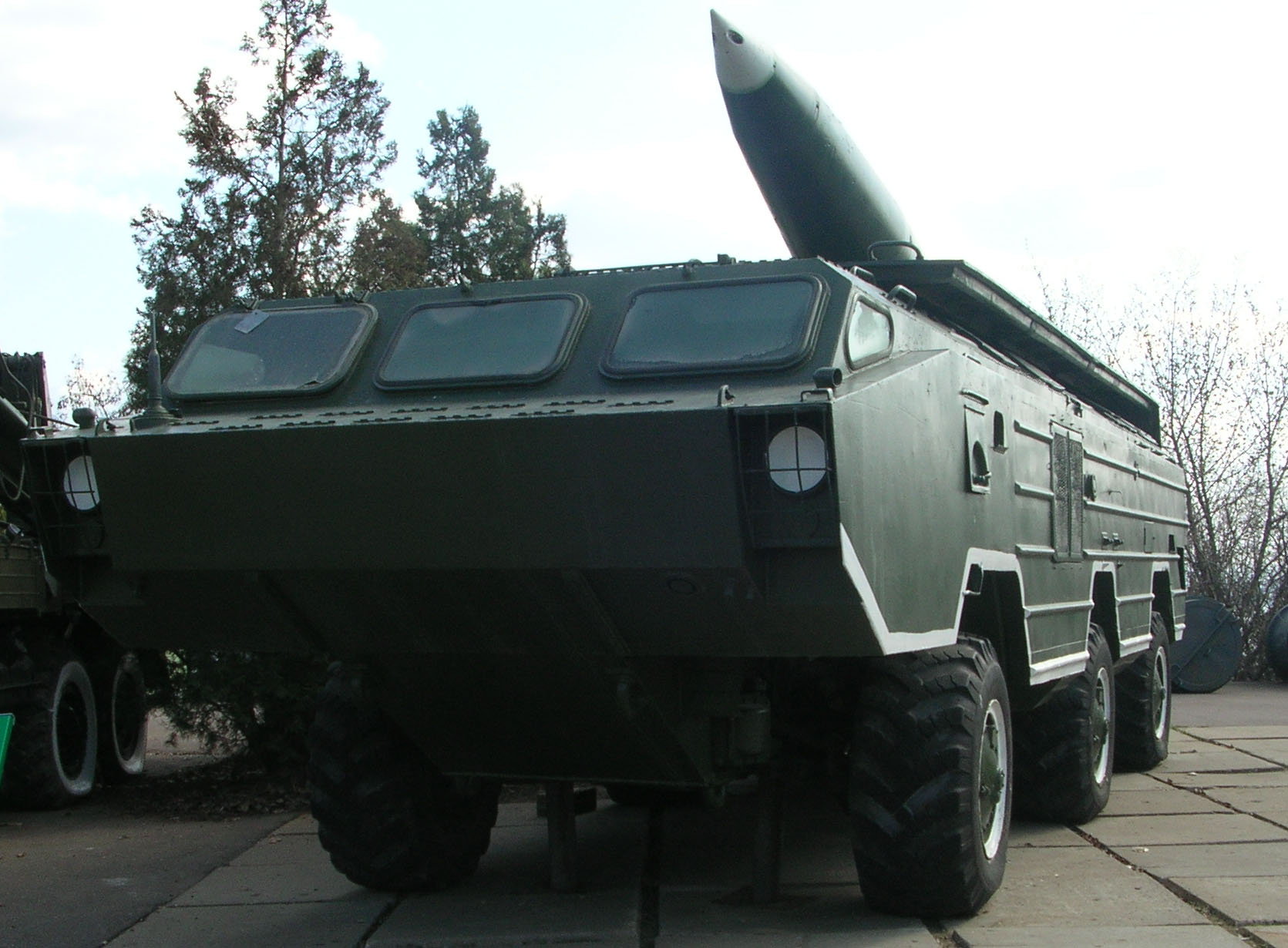
Startfahrzeug 9P129 des Raketenkomplexes 9K79 Totschka

## Gliederung

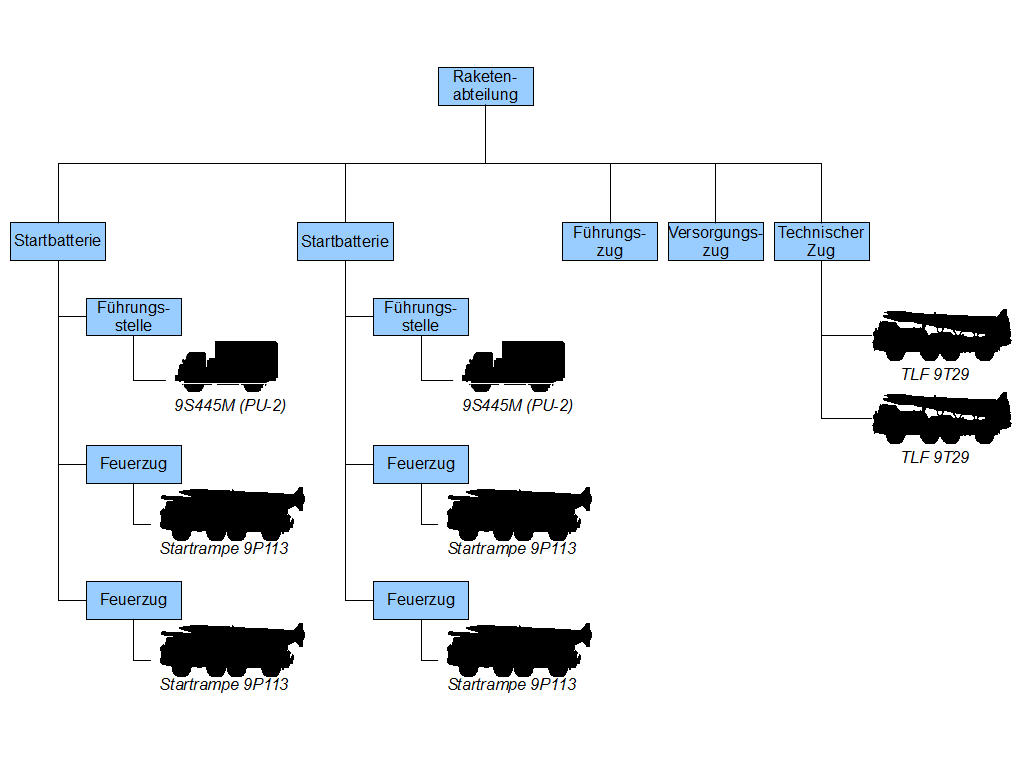
Struktur einer mit dem taktischen Raketenkomplex 9K52 Luna-M ausgerüsteten Raketenabteilung der NVA

Die Raketenabteilungen bestehen im Wesentlichen aus jeweils zwei Startbatterien, dem Führungszug, dem Technischen Zug und den Einheiten und Einrichtungen der rückwärtigen Dienste.
Jede Startbatterie besteht aus zwei Feuerzügen, die mit jeweils einem Startfahrzeug ausgerüstet sind. Die Startbatterie ist die kleinste taktisch einsetzbare Einheit einer Raketenabteilung. Neben den Feuerzügen befindet sich im Bestand der Batterie des taktischen Raketenkomplexes 9K52 Luna-M die Führungsstelle 9S445M (PU-2M) mit der Meteorologische Funkmeßstation RWZ-1A (Proba) sowie für jeden Feuerzug eine Vermessungseinrichtung auf dem Fahrzeug UAZ 452 T für die Ermittlung der Startstellungskoordinaten sowie zur Führung der Startbatterie auf dem Marsch mithilfe eines auf dem Fahrzeug befindlichen Kartentisches, der durch einen Kurskreisel GAK gesteuert wurde. Beim Waffensystem 9K79 Totschka entfällt die Führungsstelle, stattdessen kommt die Führungsstelle R-145BM zum Einsatz.
Aufgabe des Technischen Zuges ist die Lagerung, der Transport, die Zuführung und der Umschlag der Raketen, Triebwerke und Gefechtsköpfe. Im Technischen Zug werden weitere Transport-Ladefahrzeuge, Fahrzeuge zum Transport und Montage der nuklearen Gefechtsköpfe sowie beim Waffensystem 2K6 Luna die Umschlagtechnik zum Be- und Entladen der Startfahrzeuge zusammengefasst. Im Bestand befinden sich ebenfalls mobile Kontroll- und Prüffahrzeuge, mit denen eine Überprüfung der Raketen vor dem Start vorgenommen werden kann.
Für den Kommandeur war die Planstelle eines Oberstleutnants vorgesehen. Er hatte mehrere Stellvertreter im Majorsrang für Leitung des Stabes (Stabschef), Ausbildung, Raketentechnik und Rückwärtige Dienste. Die Planstellen der Batteriechefs waren mit dem Dienstgrad eines Hauptmanns bzw. Majors vorgesehen, die der Feuerzugführer mit der Planstelle eines Leutnants/Oberleutnants. Die wesentlichen Planstellen in den Feuerzügen waren mit Berufsunteroffizieren oder Unteroffizieren auf Zeit (UaZ) besetzt, die durch Spezialausbildungen für den Einsatz in den Raketentruppen ausgebildet und spezialisiert waren. Der Leiter der Führungsstelle des Batteriechefs der Startbatterie (Führungsgruppenführer) war mit der Planstelle eines Stabsfeldwebels vorgesehen, ebenso die Leiter der Startrampen (Rampenchefs). An den Startrampen arbeiteten neben dem Leiter jeweils zwei Unteroffiziere auf Zeit als Fahrer/Kanonier K3, bzw. als Fahrer/Kranführer/Kanonier K2. Lediglich die Planstelle des Richtkanoniers K1 war mit einem Wehrpflichtigen besetzt. Die Besetzung der Vermessungseinrichtungen erfolgte mit einem Unteroffizier auf Zeit (Vermessungsgruppenführer) sowie einem Kraftfahrer/Vermesser sowie einem Vermesser/Kreiseloperator, die jeweils Wehrpflichtige waren. Die Funkmessstation PROBA RWZ-1 wurde durch einen Unteroffizier auf Zeit bedient, dem gleichzeitig die Meteorologiegruppe der Batterie unterstand.

## Einsatzgrundsätze
Die Raketenabteilung war dem Kommandeur der Panzer- und motorisierten Schützendivisionen direkt unterstellt, dabei verfügte jede Division im Regelfall über eine Abteilung. Damit verbunden war im Kriegsfall die Möglichkeit des Einsatzes von Kernwaffen durch den Divisionskommandeur. Das Feuer der Raketenabteilungen mehrere Divisionen und gegebenenfalls der Raketenbrigade des Armeekorps konnte zur Bildung von Schwerpunkten zusammengefasst werden.
Ab 1988 wurden in der Sowjetarmee die mit dem System 9K79 Totschka bzw. 9K79-1 Totschka-U ausgerüsteten Raketenabteilungen aus dem Bestand der Panzer- und motorisierten Schützendivisionen herausgelöst und in selbstständigen Raketenbrigaden zusammengefasst. Jede Raketenbrigade umfasst dabei zwischen drei und vier Abteilungen, die Binnengliederung der Abteilungen blieb unverändert. Unterstellt sind die Brigaden den Kommandos der Militärbezirke bzw. Armeekorps.
Aufgaben der Raketenabteilung waren die Bekämpfung von Kernwaffeneinsatzmitteln, Artillerie, Führungsstellen, funkelektronischen Mitteln, Truppenmassierungen und wichtigen logistischen Versorgungspunkten des Gegners.

## Nationale Volksarmee

Raketenabteilungen der NVA, 1989

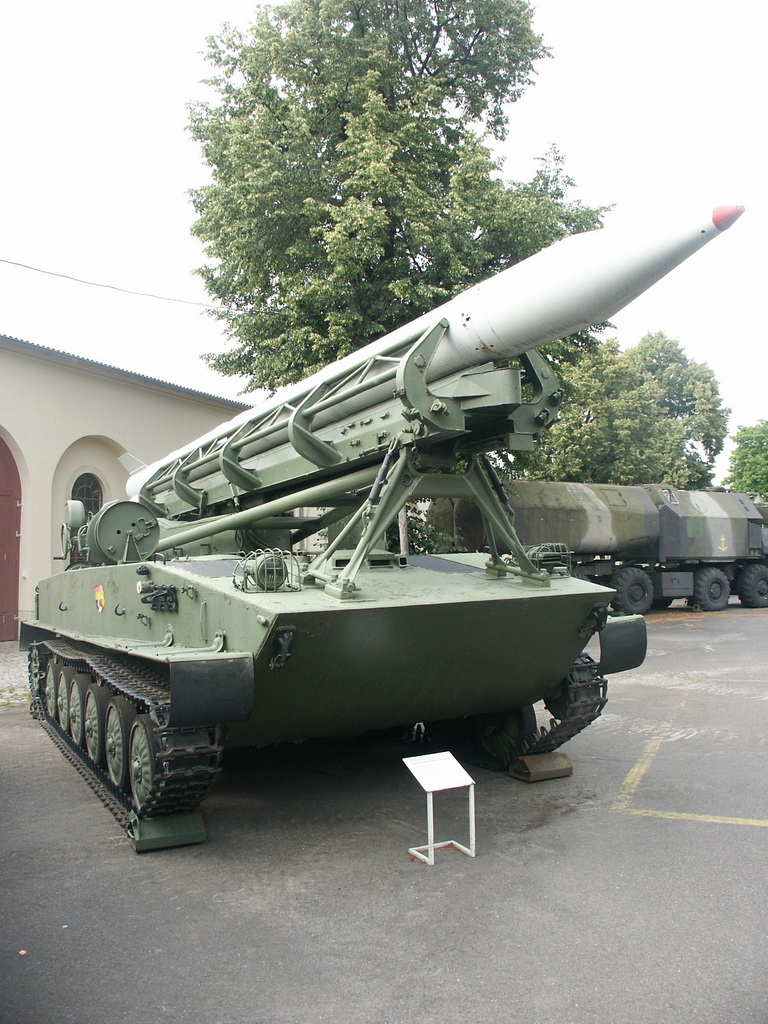
2P16 des Waffensystems 2K6 Luna der NVA mit Rakete 3R9

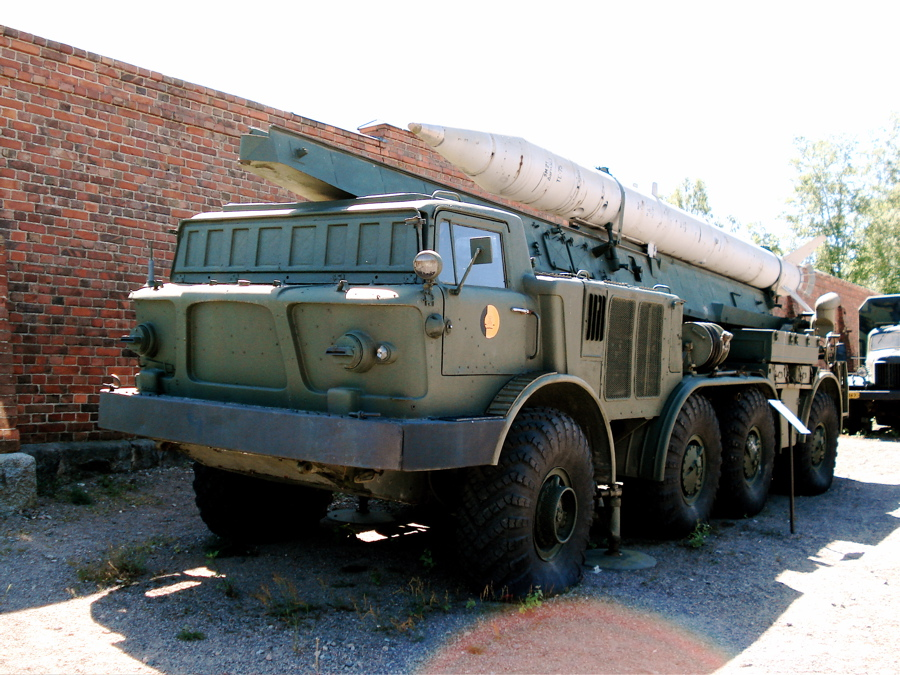
9P113 des Waffensystems 9K52 Luna-M der NVA mit Rakete 3M21

Die Einführung taktischer Raketenkomplexe in die Nationale Volksarmee begann 1962 mit dem taktischen Raketenkomplex 2K6 Luna. Zuerst wurde im Dezember 1962 die selbstständige Artillerieabteilung 9 (sAA-9) in Spechtberg, danach im gleichen Monat die selbstständige Artillerieabteilung 8 (sAA-8) in Brück aufgestellt. Die Abteilungen waren der 9. Panzerdivision bzw. 8. motorisierten Schützendivision unterstellt. Im Februar 1963 folgte die Aufstellung der sAA-1 der 1. motorisierten Schützendivision. Struktur und Ausrüstung richteten sich nach sowjetischem Vorbild. Je Abteilung waren im Soll zwei Startbatterien mit je zwei Startfahrzeugen vorgesehen. Bis zur Zuführung der Raketensysteme waren die Abteilungen mit 76-mm-Kanonen ausgerüstet. Auch nach dem Zulauf der Waffensysteme wurde diese Bewaffnung zunächst beibehalten, um das Vorhandensein taktischer Raketen zu verschleiern. Erstmals wurde das Waffensystem während der Militärparade am 7. Oktober 1964 der Öffentlichkeit vorgestellt.
Anfang 1964 waren alle Abteilungen der Panzer- und motorisierten Schützendivisionen der NVA einsatzbereit, jedoch konnten die Startfahrzeuge nicht in ausreichender Zahl bereitgestellt werden. Waren je Abteilung zunächst nur zwei Startrampen vorhanden, wurde 1967 die dritte und 1968 die nach Soll vorgesehene vierte Startrampe zugeführt. Dies wurde möglich, weil die NVA ab 1967 das Nachfolgesystem 9K52 Luna-M erhielt. Mit den freiwerdenden Startrampen konnten zunächst die Raketenabteilungen der Divisionen der ständigen Gefechtsbereitschaft aufgefüllt werden. Später erhielten auch die Mobilmachungsdivisionen das Waffensystem. In den entsprechenden Abteilungen befanden sich beide Startbatterien mit je einem Startfahrzeug in ständiger Gefechtsbereitschaft, während die Ausrüstung des zweiten Feuerzuges langzeitgelagert war. Die Nutzung der 2K6 Luna endete 1977, bis zu diesem Zeitpunkt waren alle Abteilungen, auch die der Mobilmachungsdivisionen, mit der 9K52 Luna-M ausgestattet worden. Die RA 10 (Unteroffiziersschule in Schneeberg) wurde 1978 von LUNA auf LUNA-M umgerüstet. Im Herbst 1978 wurden zwei Raketen des Typs LUNA auf dem Truppenübungsplatz Nochten verschossen; eine davon war Baujahr 1949 (s. auch unten).
Ab 1983 führte die NVA das Waffensystem 9K79 Totschka in die Bewaffnung ein. Ausgerüstet wurde zunächst die Raketenabteilung-9 der 9. Panzerdivision. Ab 1988 war auch die Raketenabteilung-7 der 7. Panzerdivision mit diesem Waffensystem ausgerüstet. Die grundsätzliche Struktur der Raketenabteilungen blieb erhalten.
Im Jahr 1990 existierten folgende Raketenabteilungen:
Im Militärbezirk V:
- Raketenabteilung 1 (RA-1) der 1. motorisierte Schützendivision, ausgerüstet mit 9K52 Luna-M
- Raketenabteilung 8 (RA-8) der 8. motorisierte Schützendivision, ausgerüstet mit 9K52 Luna-M
- Raketenabteilung 9 (RA-9) der 9. Panzerdivision, ausgerüstet mit 9K79 Totschka

Im Militärbezirk III:
- Raketenabteilung 4 (RA-4) der 4. motorisierte Schützendivision, ausgerüstet mit 9K52 Luna-M
- Raketenabteilung 11 (RA-11) der 11. motorisierte Schützendivision, ausgerüstet mit 9K52 Luna-M
- Raketenabteilung 7 (RA-7) der 7. Panzerdivision, ausgerüstet mit 9K79 Totschka

In den Mobilmachungsdivisionen:
- Raketenabteilung 6 (RA-6) der 6. motorisierte Schützendivision, ausgerüstet mit 9K52 Luna-M
- Raketenabteilung 10 (RA-10) der 10. motorisierte Schützendivision, ausgerüstet mit 9K52 Luna-M
- Raketenabteilung 17 (RA-17) der 17. motorisierte Schützendivision, ausgerüstet mit 9K52 Luna-M
- Raketenabteilung 19 (RA-19) der 19. motorisierte Schützendivision, ausgerüstet mit 9K52 Luna-M
- Raketenabteilung 20 (RA-20) der 20. motorisierte Schützendivision, ausgerüstet mit 9K52 Luna-M

In den Mobilmachungsdivisionen befanden sich grundsätzlich beide Startbatterien mit je einem Startfahrzeug in ständiger Gefechtsbereitschaft, die jeweils zwei weiteren Startfahrzeuge (sogenannte Feuerzüge) waren in den Mobilmachungsdepots eingelagert und innerhalb von 48 Stunden einsatzbereit.
Zum Zeitpunkt ihrer Auflösung besaß die NVA insgesamt 56 Startfahrzeuge 9P113 des taktischen Raketenkomplexes 9K52 Luna-M und acht Startfahrzeuge 9P129 des taktischen Raketenkomplexes 9K79 Totschka. 1990 verfügte die NVA über insgesamt 256 Triebwerke 9M21 für die taktischen Raketen des Waffensystems 9K52 Luna-M und acht Triebwerke 9M79 für Raketen des Waffensystems 9K79 Totschka. Grundsätzlich wurde ein Vorrat von sechs Triebwerken je Startfahrzeug angestrebt, der sich in den Truppen-, operativen und zentralen Vorrat unterteilte. Während für das Waffensystem 9K52 Luna-M diese Vorgabe auch erreicht werden konnte, war die Beschaffung von Triebwerken 9M79 in der vorgegebenen Höhe auch aus ökonomischen Gründen nicht möglich.
Nukleare Gefechtsköpfe befanden sich nicht in der Verfügungsgewalt der NVA. Diese wären von Einheiten der Gruppe der Sowjetischen Streitkräfte in Deutschland im Kriegsfalle zugeführt worden. Die Übernahme dieser Gefechtsköpfe, ihre Montage an die Träger sowie deren Einsatz im Gefecht wurde von den Einheiten der NVA regelmäßig geübt. Der Start taktischer Raketen in der DDR wurde mit konventionellen Gefechtsköpfen (Splittersprengkopf) ebenfalls regelmäßig geübt. Der erste Start fand am 2. Oktober 1963 auf dem Truppenübungsplatz Letzlinger Heide statt. Der Truppenübungsplatz Nochten wurde bis in die 1980er Jahre gleichfalls für den Start taktischer Raketen genutzt. Im Nordosten der DDR wurde in der Nähe der Ortschaft Blankensee (Vorpommern) eine Startfläche für die dortigen Raketenabteilungen (RA-20, RA-9) vorgehalten, von wo aus bei taktischen Übungen die Gefechtsstarts in das Zielgebiet der Truppenübungsplatzes Jägerbrück erfolgten. Insgesamt erfolgten 211 Gefechtsstarts auf Truppenübungsplätzen in der DDR. Dabei wurden anfangs Gefechtsköpfe, die mit Beton gefüllt waren, verwendet. Auch aus logistischen Gründen ging man später fast vollständig auf den Einsatz konventioneller Gefechtsköpfe mit Sprengladung bei den Gefechtsstarts im Rahmen taktischer Übungen über.